# Glénac
Glénac [glenak] est une ancienne commune française, située dans le département du Morbihan en région Bretagne, devenue, le 1er janvier 2017, une commune déléguée de la commune nouvelle de La Gacilly.

## Géographie
Dans les landes du Morbihan, traversée par l'Oust, longée par l'Aff et parsemée de bois.
La commune de Glénac est entourée par les communes de Bains-sur-Oust en Ille-et-Vilaine, Saint-Vincent-sur-Oust, Peillac, La Gacilly, et Cournon, et Les Fougerêts en Morbihan.
La superficie de l’ancienne commune est de 1 370 hectares (13,7 km2) ; son altitude varie entre 2  et   87 m.

## Toponymie
Le nom de la localité est attesté sous la forme Glennac en 1387.
Glénac, en breton Glenneg, provient du gallois Glan qui, en breton vannetais, signifie toujours « rive » (La canalisation de l'Oust a profondément modifié la morphologie des lieux, supprimé les divagations de cet affluent de la Vilaine et la superficie marécageuse. Néanmoins, les marais proches, dont celui du Mortier, sur la confluence de l'Aff et de l'Oust confortent cette hypothèse).

## Histoire
Des prospections archéologiques récentes ont permis de découvrir un site mégalithique très important dans une zone de lande d'accès difficile. Ce site comporterait de nombreux tumulus renfermant des dolmens, des alignements de menhirs de petite dimension, et de nombreux tertres. Par son importance, il serait équivalent au site mégalithique proche de Saint Just.[réf. souhaitée]

Au XVIe siècle, Glénac faisait partie de la paroisse de Cournon-Glénac. À la Révolution, la commune de Glénac est créée et Glénac est érigée en paroisse en 1802.

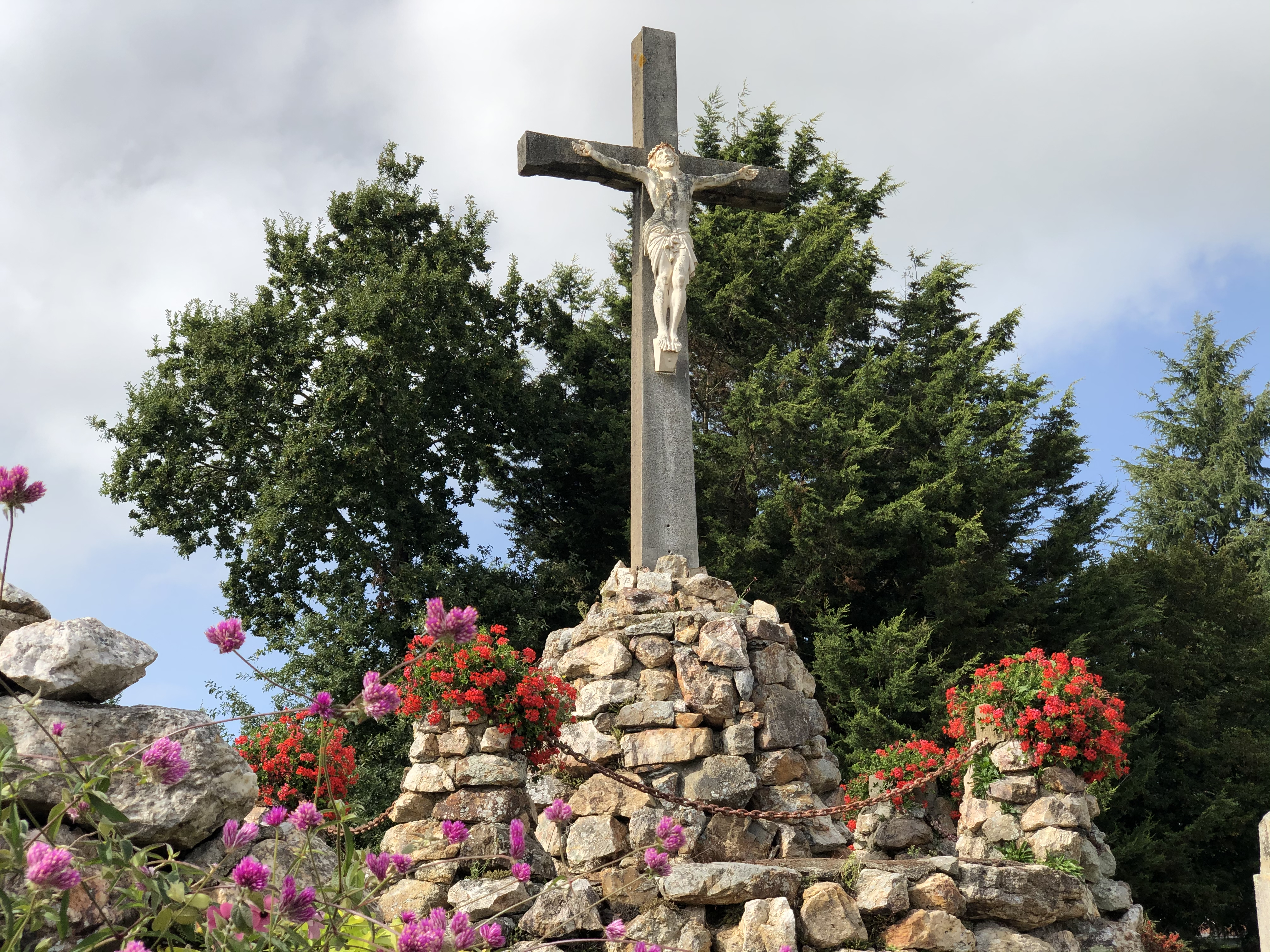
Monument du Christ sur la croix dans le bourg de Glénac.

### Les maisons nobles
Ainsi cette enquête sur la paroisse de Glénac en 1448 :
Glennac (folio XXVII) : 
L’enqueste faite en la paroisse de Glennac par Nicolas Le Comte auditeur des Comptes Monsieur le Duc* et Me Jehan Prodic secrétaire de mondit sieur le XXIX e jour de Xbre l’an M. IIII XLVIII, par commission de mond. sieur du XII e jour de Xbre derrain passé, touchant les demourans en lad. par. contribuans à fouage par le rapport et déposition de Guillaume Denis, Perrot Saindon, Perrot Bollo, Jehan Deprez et Jehan Raoul fabrique de lad. par. tesmoings jurez sur les Evangiles faire vray et loizal raport de tous les demourans en la par. en laquelle a IV frairies.
- François Ier duc en 1442 (° 1414, + 1450) marié à Isabelle Stuart

La Frairie de Brenffereuc (brenferreuc)
Jehan Bocquan ennobli.
Hostels nobles :
- Le hébergement de la Forest Neufve (la Forêt Neuve) appartenant au sire de Rieux, et y sont météers Denis Orain et Jehan Guiot.
- L’hostel de Sourdéac (Sourdéac) appartenant au sire de la Roche d’Iré et de Boczac. Et à présent n’y a point de météer, et anciennement ont accoustumé d’y sauver météer.
- L’hostel de la Boutevellaye (la Boutevellaye) lieu noble et ancien appartenant à Tristan de la Lande, et y est météer un nommé Hercelin.
- L’hostel de Brenfferreuc (Brenferreuc) appartenant à Jehan de Mezuillac, et y est météer Denis Blanchart.
- L’hostel de la Chohenniere (la Chohannière) noble et antien appartenant aux enfens de feu jehan Pilet de Guer, et y est météer un nommé Tastard.
- L’hostel de la Gaudinaye (la Gaudinaye) appartenant à Regnault de la Salle qui a nommé Guyon de Peaune père de sa femme, et y est météer Guillaume Loueat.
- L’hostel de la Rivière (la Rivière) appartenant à la femme feu Payen Pibout, et y est météer Perrot Coquiel.
- L’hostel du Vergier (le Verger) à Jehan Uguet à cause de sa femme par douaire à cause d’Eon Denis son premier mary.

Signé : N. Le Comte et Perrodic»

### Le château de La Forêt-Neuve

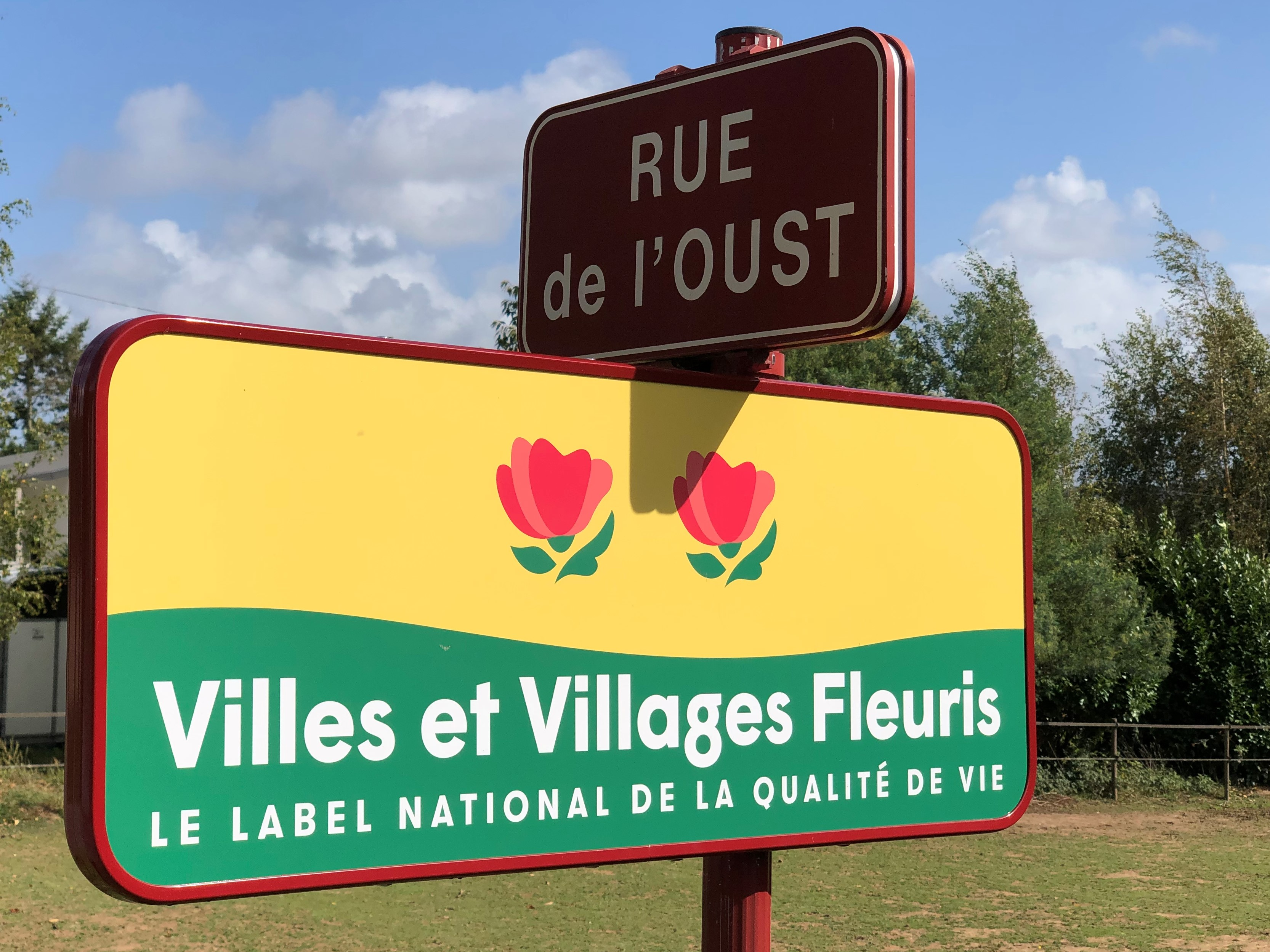
Panneau Villes et Villages Fleuris avec 2 fleurs de Glénac.

À la réformation de 1427 sous l’appellation “Les Alleux”, est cité le manoir et hébergement de la Forestneufve appartenant au sire de Rieux.
En 1448, « Enqueste faite en la par. de Glennac par Nicolas Le Comte auditeur des Comptes Monsieur le Duc 1 et Me Jehan Prodic secretaire de mondit sieur le XXIXe jour de Xbre l’an M. IIIIe XLVIII, par commission de mond. sieur du XIIe jour de Xbre derrain passé, touchant les demourans en lad. par. contribuans a fouage par le rapport et deposition de Guillaume Denis, Perrot Saindon, Perrot Bollo, Jehan Desprez et Jehan Raoul fabrique de lad. par. tesmoings jurez sur les Evangiles faire vray et loial raport de tous les demourans en la par. en laquelle a quatre frairies ».
Texte avec abréviations développées : enqueste faite en la parroisse de Glennac par Nicolas Le Comte auditeur des Comptes Monsieur le Duc 1 et [Maistre] Jehan Prodic secretaire de mondit sieur le [29e] jour de [decembre] l’an [1448], par commission de mondit sieur du [12e] jour de [decembre] derrain passé, touchant les demourans en [ladite] [parroisse] contribuans a fouage par le rapport et deposition de Guillaume Denis, Perrot Saindon, Perrot Bollo, Jehan Desprez et Jehan Raoul fabrique de [ladite] [parroisse] tesmoings jurez sur les Evangiles faire vray et loial raport de tous les demourans en la [parroisse] en laquelle a quatre frairies.
Hostels nobles :

Marais de Glénac et sa base nautique.

- Le hébergement de la Forest Neufve appartenant au sire de Rieux, y sont météers Denis Orain et Jehan Guiot.

À la réformation de 1536 : La Forest Neufve au sieur de Rieux.
En mai 1570, propriété du calviniste Paul Coligny de Rieux, il accueille le roi Charles IX et la reine Catherine de Médicis, sa mère.
Le Maréchal de Rieux, tuteur de la Duchesse Anne, fit construire en 1625 ce château au bord de la forêt sur les ruines d’un ancien rendez-vous de chasse construit par la famille de Rieux au XVe siècle.
En 1697, Noël Danycan de l'Epine, riche armateur de Saint-Malo, acquiert le château de la Forêt Neuve et la seigneurie de Rieux pour 276 000 livres, à la suite d'une ordonnance de saisie-arrêt du 3 et 4 mai 1686 sur les propriétés de M. Henri du Guénégaud, marquis de Plancy. Dans son acte de possession, sont mentionnés en particulier : le droit de soule (ballon) le lendemain de Noël à Béganne, Saint-Gorgon et Avessac et le droit d’amputation d’oreilles.
Le mardi 17 juin 1704, Marie-Anne Guyonne Danycan de l’Épine se marie à Charles Huchet de la Bédoyère, procureur au Parlement de Bretagne à Rennes et reçoit le château de la Forêt neuve en dot.
Devenu veuve, Mme de la Bédoyère vend son comté de Rieux le 11 août 1761 pour 460 000 livres à Mme Claude d’Illiers d’Entragues, baronne de la Hunaudaye, épouse de très haut et très puissant seigneur Louis-Auguste, sire de Rieux, marquis d’Asserac.
Après 100 ans d’interruption, la seigneurie de Rieux rentrait dans la famille qui la fonda et la gouverna durant 600 ans.
Vers 1770, le château est la propriété de François de Rieux marié à Marie-Anne de Saulx-Tavannes. En 1786, François de Rieux est maître de camp et commandant le régiment de cavalerie dit de Berry. Promu brigadier-général, il prend part à plusieurs batailles et, à l’une d’elles, il perd une jambe.
Pendant ce temps, la seigneurie de Rieux est gérée et même louée depuis le 24 décembre 1773 par son intendant Maître Julien Joyaut, procureur fiscal de Redon, logé à Paris en l’Hôtel de Vienne, rue des Filles-Saint-Thomas, en Saint Eustache. Moyennant 18 000 livres par an, avec droit de chasse, il afferme pour 9 ans tous les fruits et revenus. Au bout de 9 ans, il renouvelle son bail aux mêmes conditions. (Archives Dép. de Vannes Q 331)
Le château a été ruiné pendant les troubles révolutionnaires. Le 7 février 1790, furent brûlés le chartier et les titres de la Seigneurie de Rieux à La Forêt Neuve en Glénac. Le sieur Joyaut dut essayer de sauver ces papiers car, le 27 octobre 1790 le Comte de Rieux écrit à Joyaut, régisseur : « Mon cher Joyaut - quant aux papiers de famille, j’espère que j’en trouverai assez pour prouver qui je suis. Adieu ! Je suis sensible à tous les soins que vous avez pris. Pour vous marquer ma reconnaissance, je n’ai que mon attachement à vous offrir. Peut-être cela changera ».
Émigré dès 1789 en Angleterre. Après sa mort, son cousin le duc de Sauls-Tavannes revendiqua le 29 juillet 1816 - la Forêt Neuve, l’emplacement de l’ancien château de Rieux, le passage neuf en rieux et celui du Bougro en Saint Vincent, les biens qui, quoique vendus, reviennent pour déchéance et faute de paiement, comme l’auditoire, les halles, le champ de foire et, de plus, les sommes dues par les acquéreurs. Sur cette requête, le préfet nomma M. Grébauval, notaire à Paris, curateur de la Forêt Neuve.
En 1819, l’emplacement du château de Rieux, d’un hectare cinquante ares 28 centiares, fut vendu soixante francs. La propriété de la Forêt Neuve fut divisée en 2 lots et achetée par MM. Antoine Bellamy et Elie Dumoustier, négociants à Redon.
Le château a été rebâti en 1826 par le comte Auguste de Foucher de Careil, propriétaire depuis 1825, marié à Caroline Surcouf fille du célèbre corsaire malouin, 
Ce château a 42 m de façade sur 21 de profondeur. Il est situé au bord de la forêt dont il porte le nom, et dans une position dominante sur tout le pays, à 2 ou 3 myriamètres à la ronde.

### Révolution française
L'abbé Fleury, ancien recteur de Glénac, fut capturé à Lizio le 12 décembre 1794 par les troupes de Hoche.

## Politique et administration

### Commune
| Période                                  | Période    | Identité          | Étiquette | Qualité                       |
| ---------------------------------------- | ---------- | ----------------- | --------- | ----------------------------- |
| 1965                                     | 1989       | Clément Guillemot | -         | -                             |
| 1989                                     | 2014       | René Morice       | DVD       | Enseignant                    |
| 2014                                     | 31/12/2016 | Fabrice Genouël   | -         | Enseignant de physique-chimie |
| Les données manquantes sont à compléter. |            |                   |           |                               |

### Commune déléguée
Le 1er janvier 2017, Fabrice Genouël devient de droit maire délégué jusqu'au renouvellement général des conseils municipaux.

## Démographie
L'évolution du nombre d'habitants est connue à travers les recensements de la population effectués dans la commune depuis 1793. À partir du 1er janvier 2009, les populations légales des communes sont publiées annuellement dans le cadre d'un recensement qui repose désormais sur une collecte d'information annuelle, concernant successivement tous les territoires communaux au cours d'une période de cinq ans. 
Pour les communes de moins de 10 000 habitants, une enquête de recensement portant sur toute la population est réalisée tous les cinq ans, les populations légales des années intermédiaires étant quant à elles estimées par interpolation ou extrapolation. Pour la commune, le premier recensement exhaustif entrant dans le cadre du nouveau dispositif a été réalisé en 2008,.
En 2014, la commune comptait 906 habitants, en évolution de +3,78 % par rapport à 2009 (Morbihan : +3,47 %, France hors Mayotte : +2,49 %).
| 1793  | 1800 | 1806 | 1821 | 1831 | 1836 | 1841 | 1846 | 1851 |
| ----- | ---- | ---- | ---- | ---- | ---- | ---- | ---- | ---- |
| 1 030 | 604  | 682  | 640  | 841  | 750  | 710  | 750  | 792  |

| 1856 | 1861 | 1866 | 1872 | 1876 | 1881 | 1886 | 1891 | 1896 |
| ---- | ---- | ---- | ---- | ---- | ---- | ---- | ---- | ---- |
| 739  | 787  | 801  | 766  | 854  | 865  | 844  | 921  | 923  |

| 1901 | 1906 | 1911 | 1921 | 1926 | 1931 | 1936 | 1946 | 1954 |
| ---- | ---- | ---- | ---- | ---- | ---- | ---- | ---- | ---- |
| 956  | 991  | 988  | 834  | 893  | 831  | 809  | 738  | 755  |

| 1962 | 1968 | 1975 | 1982 | 1990 | 1999 | 2008 | 2013 | 2014 |
| ---- | ---- | ---- | ---- | ---- | ---- | ---- | ---- | ---- |
| 712  | 655  | 668  | 745  | 805  | 810  | 842  | 886  | 906  |

## Culture et patrimoine

### Lieux et monuments
- le port de plaisance sur l'Oust ;
- le château de la Forêt Neuve (XVe siècle), il est inscrit à l'inventaire général du patrimoine culturel[11] ;
- le château de Sourdéac ;
- l'éÉlise Saint-Michel (érigée au XVIIIe siècle) ;
- le manoir du Houssé date du XVIe siècle, il est inscrit à l'inventaire général du patrimoine culturel[12] ;
- le manoir de la Roche-Gestin  date du XVIIe siècle, il est inscrit à l'inventaire général du patrimoine culturel[13] ;
- le marais de l'Oust et de l'Aff ;
- le canal de Nantes à Brest ;
- les rues Piguel ;
- la croix de cimetière de Glénac ;
- la croix de Sourdéac ;
- la croix de Tréhat.

### Héraldique
|  | Les armoiries de Glénac se blasonnent ainsi : Taillé : de sinople à un héron contourné d’argent becqué et membré d’or et d’azur à une anguille ondoyante d’argent lorrée d’or ; une traverse d’argent, chargée de trois mouchetures d’hermine de sable dans le sens de la barre, brochante sur la partition. |

## Personnalités liées à la commune
- Aymar de Quengo de Tonquédec, né le 31 mars 1867 à Glénac, décédé le 14 février 1943 à Sousse (Tunisie), officier d'infanterie coloniale et propriétaire des mines de fer de Sourdéac (en Glénac). Il reçut en 1898 la mission de traverser l'Afrique du Congo jusqu'au Nil blanc avec une quinzaine de tirailleurs sénégalais, afin d'établir un poste sur le Haut Nil, en amont de Fachoda ; quand le capitaine Marchand reçut l'ordre d'évacuer Fachoda le 3 novembre 1898, le lieutenant de Tonquédec, n'ayant pas reçu l'information, se maintint à son poste pendant près d'un an.